# Humberto Sierra Porto
Humberto Antonio Sierra Porto (Cartagena, Colombia, 15 de marzo de 1966) es un jurista, abogado y exmagistrado colombiano. Es juez de la Corte Interamericana de Derechos Humanos, ocupando además el cargo de presidente de dicho tribunal entre 2014 y 2015.

## Biografía
Humberto Sierra Porto nació en Cartagena de Indias, estudió Derecho y ciencias sociales en la Universidad Externado de Colombia. Es especialista en Derecho Constitucional y Ciencias Políticas del Centro de Estudios Constitucionales de Madrid. Doctor en Derecho Constitucional en la Universidad Autónoma de Madrid. Catedrático de Derecho Constitucional en la Universidad Externado de Colombia. 
Investigador del Instituto de Estudios Constitucionales Carlos Restrepo Piedrahíta. Autor de diversas publicaciones en el área de justicia constitucional, fuentes de derecho y derecho parlamentario. Abogado litigante ante el Consejo de Estado, asesor en asuntos legislativos de la Cámara de Representantes y procurador delegado para la Función Pública. Desde septiembre de 2004 al 2012 fue magistrado de la Corte Constitucional de Colombia. Desde 2012 fue elegido juez en la Corte Interamericana de Derechos Humanos.